# Sokoliv, Terebovlea
Sokoliv (în ucraineană Соколів) este localitatea de reședință a comunei Sokoliv din raionul Terebovlea, regiunea Ternopil, Ucraina.

## Demografie
Componența lingvistică a localității Sokoliv
     Ucraineană (100%)
Conform recensământului din 2001, toată populația localității Sokoliv era vorbitoare de ucraineană (100%).